# Досон (Техас)
Досон (англ. Dawson) — місто (англ. town) в США, в окрузі Наварро штату Техас. Населення — 815 осіб (2020).

## Географія
Досон розташований за координатами 31°53′41″ пн. ш. 96°42′53″ зх. д. / 31.89472° пн. ш. 96.71472° зх. д. (31.894596, -96.714699).  За даними Бюро перепису населення США в 2010 році місто мало площу 4,67 км², з яких 4,62 км² — суходіл та 0,04 км² — водойми.

## Демографія
Згідно з переписом 2010 року, у місті мешкало 807 осіб у 347 домогосподарствах у складі 229 родин. Густота населення становила 173 особи/км².  Було 420 помешкань (90/км²).
Расовий склад населення:
| - 78,7 % — білих - 15,7 % — чорних або афроамериканців - 1,0 % — корінних американців - 2,6 % — осіб інших рас |

До двох чи більше рас належало 2,0 %. Частка іспаномовних становила 6,4 % від усіх жителів.
За віковим діапазоном населення розподілялося таким чином: 23,9 % — особи молодші 18 років, 57,6 % — особи у віці 18—64 років, 18,5 % — особи у віці 65 років та старші. Медіана віку мешканця становила 41,2 року. На 100 осіб жіночої статі у місті припадало 86,4 чоловіків;  на 100 жінок у віці від 18 років та старших — 88,9 чоловіків також старших 18 років.
Середній дохід на одне домашнє господарство  становив 42 447 доларів США (медіана — 34 196), а середній дохід на одну сім'ю — 52 970 доларів (медіана — 52 031). За межею бідності перебувало 18,6 % осіб, у тому числі 21,3 % дітей у віці до 18 років та 13,2 % осіб у віці 65 років та старших.
Цивільне працевлаштоване населення становило 303 особи. Основні галузі зайнятості: освіта, охорона здоров'я та соціальна допомога — 29,7 %, виробництво — 20,8 %, роздрібна торгівля — 11,2 %, мистецтво, розваги та відпочинок — 7,3 %.